# USS Hopkins (DD-249)
USS Hopkins (DD-249) là một tàu khu trục lớp Clemson được Hải quân Hoa Kỳ chế tạo vào cuối Chiến tranh Thế giới thứ nhất, đã tiếp tục phục vụ trong Chiến tranh Thế giới thứ Hai, được cải biến thành tàu quét mìn DMS-13, và đã hoạt động cho đến khi xung đột kết thúc. Nó là chiếc tàu chiến thứ ba của Hải quân Hoa Kỳ mang cái tên USS Hopkins và là chiếc thứ hai được đặt tên theo Thiếu tướng Hải quân Esek Hopkins (1718-1802), Tổng tư lệnh Hải quân Lục địa.

## Thiết kế và chế tạo
Hopkins được đặt lườn vào ngày 30 tháng 7 năm 1919 tại xưởng tàu của hãng New York Shipbuilding Corporation. Nó được hạ thủy vào ngày 26 tháng 6 năm 1920, được đỡ đầu bởi cô Sarah Babbitt, một hậu duệ của Thiếu tướng Hopkins; và được đưa ra hoạt động vào ngày 21 tháng 3 năm 1921 tại Philadelphia, Pennsylvania dưới quyền chỉ huy của Hạm trưởng, Thiếu tá Hải quân C. A. Bailey.

## Lịch sử hoạt động

### Giữa hai cuộc thế chiến
Sau khi hoàn tất chạy thử máy, Hopkins đi đến Newport, Rhode Island vào ngày 31 tháng 5 để huấn luyện tập trận trong mùa Hè. Đến tháng 11, nó được điều về Hải đội Khu trục 15 để huấn luyện chiến thuật cùng Hạm đội Đại Tây Dương dọc theo vùng bờ Đông. Nó khởi hành từ Hampton Roads vào ngày 2 tháng 10 năm 1922 để đi sang Châu Âu, đi đến Constantinople vào ngày 22 tháng 10 để nhận nhiệm vụ tại vùng biển Thổ Nhĩ Kỳ. Nó đã bảo vệ các quyền lợi của Hoa Kỳ phối hợp với nhiệm vụ cứu trợ tại khu vực Cận Đông, trải rộng từ Beirut đến Jaffa và Smyrna. Nó rời Constantinople vào ngày 18 tháng 5 năm 1923 để quay trở về Hoa Kỳ, về đến New York vào ngày 12 tháng 6.
Trong bảy năm tiếp theo, Hopkins hoạt động ngoài khơi các cảng New England trong mùa Hè, Charleston, South Carolina trong mùa Đông, và tại vùng biển Caribe vào mùa Xuân. Vào mùa Xuân năm 1930, nó tham gia thực hành chiến trận phối hợp với máy bay. Vào ngày 3 tháng 2 năm 1932, nó là một trong số hai tàu hải quân đã trợ giúp y tế cho nạn nhân trận động đất tại Santiago, Cuba. Nó khởi hành vào ngày 5 tháng 2 để gia nhập Hạm đội Thái Bình Dương tại San Diego, California. Nó cũng từng hộ tống cho chuyến đi của Tổng thống Franklin D. Roosevelt đến Canada vào tháng 7 năm 1936, rồi tiếp tục hoạt động dọc theo vùng bờ Tây.
Hopkins quay trở về Norfolk, Virginia vào tháng 4 năm 1939, và khi Chiến tranh Thế giới thứ hai bùng nổ tại Châu Âu, nó hoạt động Tuần tra Trung lập từ tháng 9 năm 1939, cho đến khi nó lên đường đi SanDiego vào ngày 7 tháng 5 năm 1940, và từ đây tiếp tục đi đến Trân Châu Cảng. Nó được cải biến tại Xưởng hải quân Trân Châu Cảng thành một tàu quét mìn với ký hiệu lườn mới DMS-13.

### Thế Chiến II
Khi Hải quân Đế quốc Nhật Bản bất ngờ tấn công Trân Châu Cảng vào ngày 7 tháng 12 năm 1941, Hopkins đang ở đảo Johnston để thực tập cơ động, nhưng đã lập tức quay trở về Hawaii. Nó tiếp tục tuần tra tại vùng biển chung quanh quần đảo này, ngoại trừ một giai đoạn ngắn quay trở về lục địa để đại tu, cho đến cuối mùa Hè năm 1942, khi nó gia nhập hạm đội tấn công hướng đến Guadalcanal. Cuộc tấn công đầu tiên của Hoa Kỳ tại chiến trường Thái Bình Dương bắt đầu vào ngày 7 tháng 8, khi Hopkins càn quét khu vực vận chuyển và bảo vệ cho cuộc đổ bộ lên Tulagi. Trong một đợt không kích nặng nề của Nhật Bản vào ngày 9 tháng 8, nó đã bắn rơi hai máy bay đối phương, và trong những tháng tiếp theo, nó hoạt động hộ tống các tàu vận tải, quét mìn cũng như vận chuyển hàng tiếp liệu đang rất cần thiết đến Guadalcanal.
Hopkins đã phục vụ như là soái hạm của Chuẩn đô đốc Richmond K. Turner vào lúc diễn ra cuộc chiếm đóng quần đảo Russell vào ngày 21 tháng 2 năm 1943. Trong hoạt động tác chiến, nó đã bắn rơi một máy bay đối phương. Tiếp tục ở lại khu vực Tây Nam Thái Bình Dương, nó tham gia cuộc đổ bộ ban đầu lên Rice Anchorage, New Georgia, vào ngày 4 tháng 7 và lên Bougainville vào ngày 1 tháng 11. Các nhiệm vụ hộ tống vận tải, tuần tra chống tàu ngầm và quét mìn được tiếp nối cho đến khi toàn bộ khu vực quần đảo Solomon được bình định.
Khi Hải quân Hoa Kỳ tiếp tục tiếp quân qua các bước nhảy cóc ngang các đảo để băng qua Thái Bình Dương, Hopkins đi đến ngoài khơi Saipan vào ngày 13 tháng 6 năm 1944 để quét mìn các lối tiếp cận đổ bộ. Nó đã hộ tống và bắn pháo hỗ trợ cho cuộc đổ bộ vào ngày 15 tháng 6, bắt giữ 62 tù binh từ các con tàu Nhật bị đánh chìm cũng như cứu vớt một phi công bị bắn rơi và một đội bay thủy phi cơ. Sau một chặng nghỉ ngơi ngắn tại Eniwetok, nó tiếp tục nhiệm vụ tương tự để chiếm đóng Guam. Nó đi đến hòn đảo trọng yếu thuộc quần đảo Mariana này vào ngày 14 tháng 7, tham gia quét mìn chuẩn bị và bắn phá, trước khi hỗ trợ hỏa lực cho cuộc đổ bộ chính vào ngày 16 tháng 7.
Sau một đợt đại tu tại San Francisco, California, Hopkins đi đến vịnh Leyte, Philippines vào ngày 27 tháng 12 năm 1944 để chuẩn bị cho cuộc đổ bộ lên vịnh Lingayen, Luzon. Nó lên đường vào ngày 2 tháng 1 năm 1945 để quét mìn trong vịnh Leyte dưới áp lực không kích nặng nề của máy bay ném bom bổ nhào và máy bay tấn công cảm tử kamikaze Nhật Bản. Khi con tàu chị em Palmer bị đánh trúng và đắm chỉ trong vòng 13 phút vào sáng ngày 7 tháng 1, Hopkins đã cứu vớt được 94 người sống sót.
Hopkins rời khu vực Philippines vào ngày 15 tháng 1 năm 1945 cho một đợt nghỉ ngơi ngắn tại Eniwetok, rồi lại tham gia quét mìn khu vực vận chuyển và các lối tiếp cận đến Iwo Jima, nhằm chuẩn bị cho cuộc đổ bộ vào ngày 19 tháng 2 năm 1945. Nó tiếp tục tuần tra ngoài khơi Iwo Jima, né tránh các cuộc không kích và pháo duyên hải mà không bị hư hại. Rời Iwo Jima vào ngày 6 tháng 3, nó hướng đến trận chiến ngoài khơi Okinawa, "bước cuối cùng" trước khi đặt chân lên chính quốc Nhật Bản. Trong khi đánh trả các cuộc không kích và tự sát hầu như liên tục, nó đã bắn rơi nhiều máy bay Nhật; tuy nhiên, vào ngày 4 tháng 5, nó cũng bị đâm sượt qua bởi một máy bay kamikaze đã bốc cháy do bị bắn trúng trước khi đâm nhào xuống biển. Chỉ có một thương vong trong vụ này, là thương vong duy nhất mà Hopkins phải gánh chịu trong suốt Thế Chiến II.
Vào ngày 7 tháng 6 năm 1945, Hopkins đi đến Leyte, Philippines để đại tu, và nó vẫn còn ở lại đây khi xung đột kết thúc. Nó gia nhập cùng các đơn vị khác của Đệ Tam hạm đội để hướng đến vịnh Tokyo. Sau hai ngày càn quét các lối ra vào vịnh, nó thả neo trong vịnh bên dưới quang cảnh của núi Phú Sĩ vào ngày 30 tháng 8 năm 1945. Nó phải chịu đựng hai cơn bão tại đây trước khi rời vịnh Tokyo vào ngày 10 tháng 10 năm 1945 để quay về vùng bờ Đông Hoa Kỳ.
Hopkins về đến Norfolk vào ngày 28 tháng 11, và được cho ngừng hoạt động vào ngày 21 tháng 12 năm 1945. Nó bị bán cho hãng Heglo Sales Corporation ở Hillsdale, New Jersey vào ngày 8 tháng 11 năm 1946 để tháo dỡ.

## Phần thưởng
Hopkins được tặng thưởng hai danh hiệu Đơn vị Tưởng thưởng Hải quân cùng mười Ngôi sao Chiến trận do thành tích phục vụ trong Chiến tranh Thế giới thứ hai. Nó là thành viên được tặng thưởng nhiều nhất trong lớp Clemson.